# Cot Ujong Uteuen Ranub
Cot Ujong Uteuen Ranub är ett berg i Indonesien.   Det ligger i provinsen Aceh, i den västra delen av landet, 1 800 km nordväst om huvudstaden Jakarta. Toppen på Cot Ujong Uteuen Ranub är 322 meter över havet.
Terrängen runt Cot Ujong Uteuen Ranub är kuperad österut, men västerut är den platt. Havet är nära Cot Ujong Uteuen Ranub åt nordost. Runt Cot Ujong Uteuen Ranub är det ganska glesbefolkat, med 22 invånare per kvadratkilometer. Närmaste större samhälle är Banda Aceh, 15,5 km väster om Cot Ujong Uteuen Ranub. Omgivningarna runt Cot Ujong Uteuen Ranub är en mosaik av jordbruksmark och naturlig växtlighet.